# Yvan Allaire
Pour les articles homonymes, voir Allaire.
Yvan Allaire, Ph.D. (MIT), MSRC est professeur émérite de stratégie à l'Université du Québec à Montréal (UQAM). Il fut le cofondateur du Groupe Sécor.

## Biographie
Il est un membre de la Société royale du Canada depuis 1990, président du conseil de l’Institut sur la gouvernance d'organisations privées et publiques (IGOPP) et il a été président du Global Council on The Role of Business du Forum économique mondial,.
Il fut vice-président exécutif chez Bombardier Inc. de 1996 à 2001. Il est auteur et coauteur d’articles et d’ouvrages sur la stratégie et la gouvernance des entreprises, comme Stratégies et moteurs de performance (Chenelière, McGraw-Hill), publié en mai 2004. Il a été membre du conseil de la Caisse de dépôt et placement du Québec ainsi que du comité de gestion des risques et président de son comité de gouvernance et d’éthique.

## Distinctions
- Chevalier de l'Ordre de Montréal en 2017[4].